# Синджар
Синджа́р (араб. سنجار, курд. Şingal) — місто на північному заході Іраку, розташоване на території мухафази Найнава. Адміністративний центр однойменного округу. Місто є одним з центрів компактного проживання іракських єзидів.

## Географія
Місто знаходиться в західній частині мухафази, в гірській місцевості, на південь від однойменного гірського хребта. Абсолютна висота - 522 метри над рівнем моря . 

Синджар розташований на відстані приблизно 107 кілометрів на захід від Мосула, адміністративного центру провінції і на відстані 395 кілометрів на північний захід від Багдаду, столиці країни.

## Населення
За даними останнього офіційного перепису 1965 року, населення складало 7984 осіб .
Динаміка чисельності населення міста по роках:
| 1965  | 2012   |
| ----- | ------ |
| 7 984 | 22 549 |

## Історія
Під час Римсько-перських воєн, місто, кілька разів переходив з рук в руки, було відоме як Сингара. Це була стратегічно важлива і добре укріплена фортеця.

### Теракт 14 серпня 2007
14 серпня 2007 року в двох довколишніх селищах Тель-Узайр і Сиба-Шех-Хідре, населеними переважно курдами-езидами , стався вибух, що забрав життя більше 300 чоловік (за іншими даними більше 500) .

## Топографічні карти
- Аркуш карти J-37-XXXVI. Масштаб: 1 : 200 000. (рос.) Зазначити дату випуску/стану місцевості.